# Кузнецов, Владимир Викторович
Владимир Викторович Кузнецов (23 февраля 1942, Челябинск — 24 мая 2017, Москва) — российский и советский физик, биофизик, биомеханик и геофизик.

## Биография
Профессор Владимир Викторович Кузнецов, родился в семье интеллигентов: мать Маргарита Сергеевна Кузнецова в девичестве Михайлова — врач, ставила очень точные диагнозы заболеваний с помощью одной врачебной трубки. Участвовала в первой Белофинской войне в качестве снайпера.  Отец Виктор Петрович Кузнецов — советский инженер, родом из Донского казачества (станица Константиновская). Будучи инженером от бога очень хорошо разбирался в сложных механизмах и станках. Мог воспроизвести по памяти принцип работы и основные детали практически любого, впервые увиденного механизма. Работал в различных Российских торгпредствах (Австрии, Швеции и т.д.), после Великой Отечественной войны директор Подольского завода швейных машин («Госшвеймашина»).
Владимир Викторович окончил среднюю школу № 6 Подольска Московской области.
После окончания школы поступил на физический факультет Московского государственного университета им. М. В. Ломоносова (МГУ) который окончил в 1965 году, и защитил дипломную работу по теме «Кинетика реакции взаимодействия иона гидроксила с хинонами» (руководитель — проф. Л. А. Блюменфельд).
В 1967 году поступил в аспирантуру физического факультета МГУ, которую окончил в 1970 году.
Защита диссертации на соискание степени Кандидата физико-математических наук по теме «Исследование характеристик ветрового волнения в прибрежной зоне Рыбинского водохранилища» (специальность 051 — геофизика, 122 стр.), состоялась на физическом факультете МГУ им. М. В. Ломоносова в 1972 году (научный руководитель — доц. Г. Е. Кононкова), и решением Совета физического факультета МГУ от 7 февраля 1972 года присуждена ученая степень кандидата физико-математических наук.
В период с 26 по 31 мая 1980 года окончил курсы для специалистов стран СЭВ по методам моделирования в исследованиях для спорта, организованные при Институте спорта в Варшаве, и получил диплом, подписанный директором Института проф. К. Фиделюсом.
В 1982 году окончил факультет научных работников филиала Университета марксизма — ленинизма МГК КПСС для работников науки и преподавателей ВУЗов и защитил диплом «Моделирование и исследование природных явлений» на отлично.
Защита диссертации на соискание степени доктора физико-математических наук по теме «Автоколебания биомеханических систем» (специальность 03.00.02 — биофизика, 188 стр.) состоялась в МГУ им. М.В. Ломоносова в 1986 году; ученая степень присуждена 21 ноября 1986 года решением Высшей аттестационной комиссии при Совете Министров СССР.
Звание «Профессор» по кафедре «Информатики и вычислительной техники» присвоено Решением государственного комитета СССР по народному образованию от 26 апреля 1990 года.
В последние годы страдал от деменции. Умер в возрасте 75 лет 24 мая 2017 года будучи в коме и не приходя в сознание.

## Семья
Жена Кузнецова Надежда Николаевна, в девичестве Раевская, преподаватель химии. Дочери Ольга и Юлия. Обе закончили физический факультет Московского государственного университета им. М. В. Ломоносова. В 1997 году под неформальным руководством и при непосредственном участии своего отца Ольга защитила диссертацию на соискание степени кандидата физико-математических наук на физическом факультете МГУ.

## Интересы, хобби

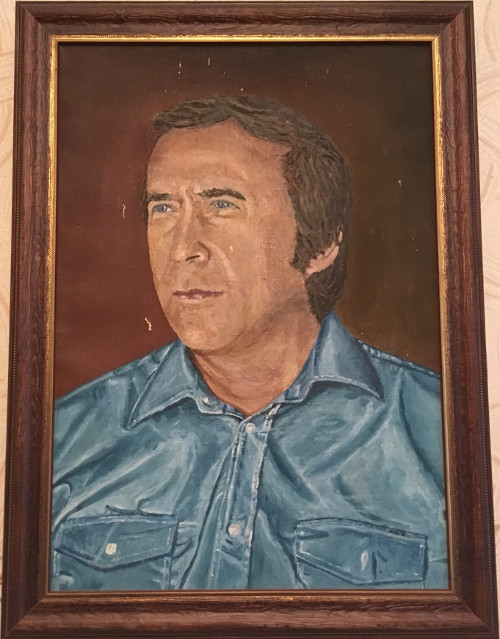
Проф. Кузнецов В.В., 1982-1984 г., автопортрет, холст, масло

Владимир Викторович Кузнецов имел музыкальное образование, прекрасно играл на кларнете и фортепьяно. Неплохо пел и танцевал. Любил классическую музыку, оперу и балет. Разбирался и был их истинным ценителем.
Очень хорошо играл в большой теннис. Хорошо играл в шахматы. Увлекался воспроизведением шахматных задач. Отлично играл в преферанс.
В средние годы своей жизни увлекся живописью. Не имея художественного образования, писал маслом пейзажи. Написал свой автопортрет.

## Работа

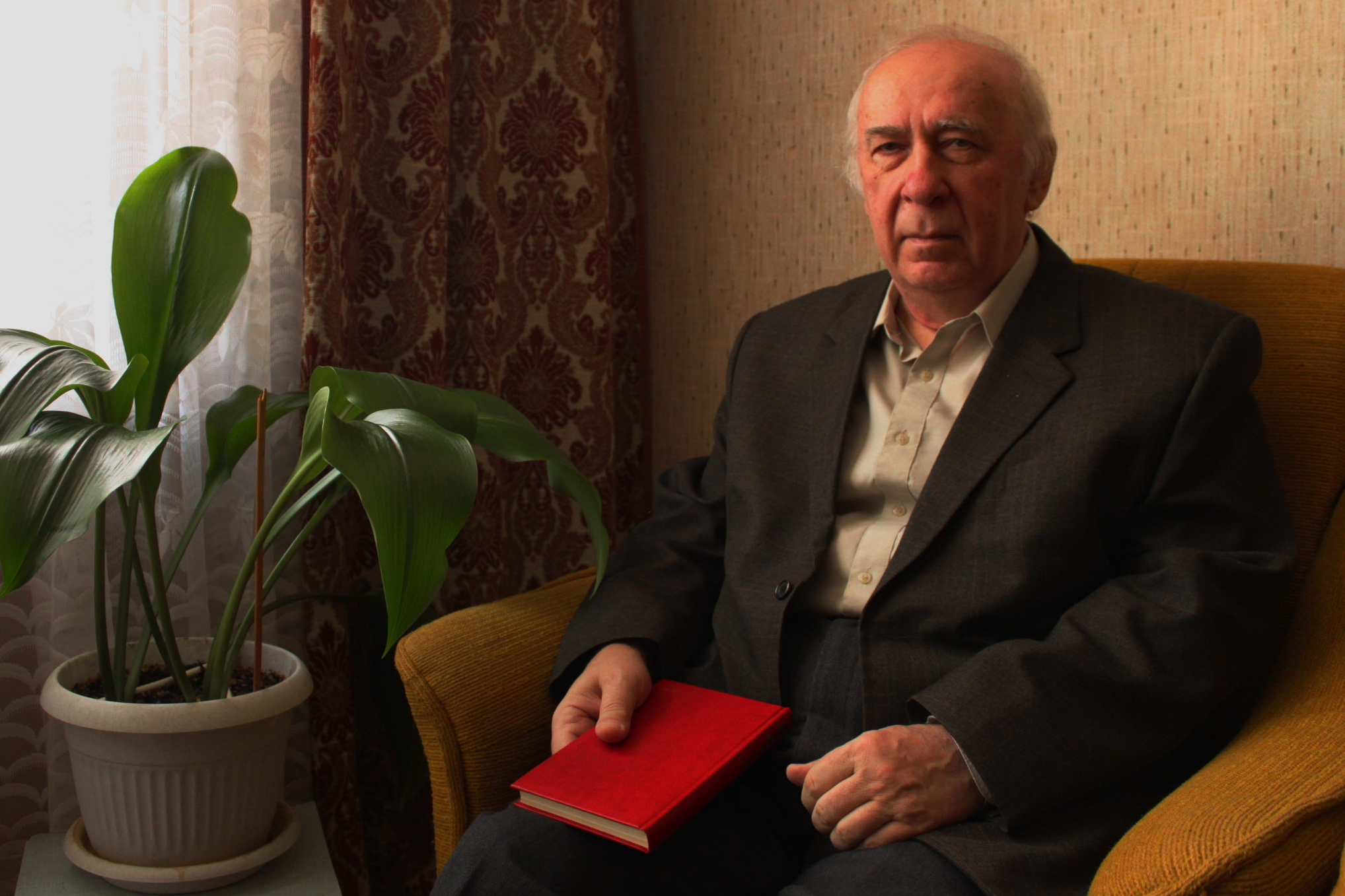
Проф. Кузнецов В. В.

После завершения учёбы в аспирантуре (1970) начал работать в Союзморниипроекте младшим научным сотрудником отдела гидротехнических и береговых исследований (руководитель — проф. Ю. М. Крылов). Основной научный интерес — анализ характеристик ветрового волнения на поверхности различных акваторий и волновые воздействия на гидротехнические сооружения.
В 1973 году зачислен доцентом в Московский автомобильно-дорожный институт (в связи с избранием по конкурсу). Основная направленность исследований — колебания слоистых плоскостных конструкций.
В 1974 году в связи с избранием по конкурсу зачислен старшим научным сотрудником в лабораторию биомеханики (руководитель — проф. И. П. Ратов) Всесоюзного научно-исследовательского института (ВНИИФК). С 1978 года — заведующий сектором моделирования спортивных движений ВНИИФКа. Основная направленность работ — биомеханика спорта. В ноябре 1978 года утвержден Ученым секретарем Секции спортивной биомеханики Научного Совета АН СССР по проблемам биомеханики (в дальнейшем — Секция биомеханики трудовых и спортивных движений). Основная направленность работ — координация научных исследований в системе Спорткомитета СССР и Минвуза СССР (см. Сборник «Информационные сообщения Научного Совета АН СССР по проблемам биомеханики», № 2, изд. «Зинатне», Рига, 1979, 37 с.), исследования в области биомеханики (в частности, исследования автоколебаний биомеханических систем и закономерностей протекания тренировочного процесса), а также — проведение школ, симпозиумов, конференций и т.д. За этот период получено 15 авторских свидетельств, опубликовано около 100 научных статей.
В январе 1985 года (в связи «с отсутствием надобности в спорте в Эйнштейнах» — так пояснил суть событий директор ВНИИФКа) переведен на работу в Научно-исследовательский институт общей патологии и патологической физиологии АМН СССР на должность руководителя лаборатории вычислительной техники.
В 1987 году переведен на должность профессора в Московский областной педагогический институт им. Н. К. Крупской (МОПИ). С 1990 года — заведующий кафедрой информатики и вычислительной техники МОПИ.
В 1998 году принят на должность ведущего научного сотрудника Института информатизации образования.
С 1998 по 2000 год — заведующий кафедрой программирования и алгоритмических языков Московского технического колледжа.
С 2000 года — профессор кафедры информатики и математики Московского государственного открытого педагогического университета им. М. А. Шолохова.
С 2004 года — профессор общеуниверситетской кафедры математики и информатики Университета Российской академии образования.
С 2005 по 2009 год — профессор кафедры естественно-научных дисциплин Негосударственного образовательного учреждения «Столичный гуманитарный институт» (НОУ «СГИ») на условиях срочного трудового договора.
Во время работы в университетах педагогической направленности основное научное направление связано с исследованием закономерностей протекания учебного (тренировочного) процесса. За этот период подготовлено и прошло успешную защиту 7 работ, представленных на соискание ученой степени кандидата педагогических наук, опубликовано около 90 научных публикаций.

## Вклад в науку

### Геофизика
Показано, что на поверхности водоемов имеют место системы волн, анализ которых может быть реализован в рамках системно-структурного подхода, причем спектр такого стохастического процесса в некоторой точке поверхности водоема представляет собой сумму спектров стохастических движений осцилляторов. Для нахождения спектральных составляющих стохастического волнового процесса (спектров волновых, или колебательных систем) разработан новый метод спектрального анализа, связанный с анализом автокорреляционной функции вне зоны существенной корреляции и позволяющий осуществлять анализ с повышенной разрешающей способностью.
Для приближенных вычислений параметров дифракции и рефракции волн в порту или в прибрежной зоне разработан метод диффузии волновой энергии, в соответствии с которым представлен математический алгоритм приближенных вычислений дифракции волн как около одиночного мола, так и для двух сходящихся молов, что позволяло определять волновой режим для практически всех сложных конфигураций.

### Биофизика (биомеханика)
Показано, что в естественных условиях движения человека представляют собой сумму движений — движений, контролируемых нейронной системой, и колебаний, обусловленных сокращением мышц (как системы саркомеров). Было найдено, что индуцированные колебания биомеханической системы описываются уравнениями, справедливыми для колебаний механического осциллятора (с параметрическим возбуждением), то есть такие движения могут рассматриваться как движения «биомеханического осциллятора». Были исследованы свойства и закономерности этих осцилляций (движений биомеханического осциллятора) и, в частности, было показано, что интенсивность и монохроматичность автоколебаний существенно зависят от величины усилий, развиваемых мышцами.
В соответствии с уравнениями механики построены модели движений спортсменов в ряде видов спорта. В частности, сравнения результатов дальности прыжков прыгунов в длину с результатами вычислений показало расхождения порядка 2 %, что позволило утверждать о достаточности законов механики для вычислений результативности ряда спортивных движений и возможности создания автоматизированных и компьютеризированных систем для тренировки спортсменов, что и было реализовано (например, АСУ ОДС, Система управления двигательными действиями биологического объекта (Авторское свидетельство № 711715) и др.).

### Педагогика
Показано, что процесс обучения, как и тренировочный процесс, подчиняется общей количественной закономерности, в соответствии с которой освоение новых разделов знаний и навыков спортивных движений описывается экспоненциальной зависимостью, что позволяет утверждать, что учебный процесс как в целом, так и в отдельных его частях является пуассоновским процессом. При этом для описания структуры системы «учитель — студент» в соответствии с пуассоновским распределением может быть использована теория массового обслуживания.

### Прикладная статистика
Показано, что решение линейного дифференциального уравнения, описывающего движения осциллятора с внешним стохастическим воздействием на него, может быть представлено в виде гармонических колебаний с изменяющейся во времени фазой. При достаточно общих условиях, накладываемых на статистические свойства фазы, как функции времени, найден аналитический вид автокорреляционной функции стохастических движений осциллятора. В соответствии с явным видом автокорреляционной функции разработан метод спектрального анализа стохастических процессов с повышенной разрешающей способностью. Результаты исследований использованы при анализе систем волн (геофизика), биологических процессов (автоколебания биомеханических систем, электромиография мышечных сокращений и т.д.), в педагогических исследованиях.

## Публикации
Профессор Владимир Викторович Кузнецов имеет более 200 работ. Наиболее значимыми из опубликованных на русском языке работ являются:

### Геофизика
1. Кононкова Г. Е., Кузнецов В. В. ТРАНСФОРМАЦИЯ ВЕТРОВЫХ ВОЛН НА ПЛОСКОМ БЕРЕГОВОМ ОТКОСЕ. — Вестник МГУ, № 4, 1970, стр. 432—436.
2. Кононкова Г. Е., Кузнецов В. В. Регистрация наклонов взволнованной поверхности воды.- Вестник МГУ, № 3, 1971, стр.257-261.
3. В. В. Кузнецов «Исследование характеристик ветрового волнения в прибрежной зоне Рыбинского водохранилища.» — диссертация на соискание степени Кандидата физико — математических наук по специальности 051 — геофизика, М.,1972 г., — 122 стр.
4. Кононкова Г. Е., Кузнецов В. В. Исследование зарождения ветровых волн на поверхности водохранилища.- Изв. АН СССР. ФАО, т. 9, № 12, 1973, стр. 1303—1311.
5. Ю. М. Крылов, В. В. Кузнецов, С. С. Стрекалов Системы поля ветровых волн. — ДАН СССР, т.208, № 4, 1973, стр. 958—961)
6. Кононкова Г. Е., Кузнецов В. В. Исследование зарождения ветровых волн на поверхности водохранилища.- Изв. АН СССР. ФАО, т. 9, № 12, 1973, стр. 1303—1311.
7. Кононкова Г. Е., Кузнецов В. В. Основные статистические характеристики ветрового волнения в прибрежной зоне. — Изв. АН СССР. ФАО, т.11, № 12, 1975, стр. 1309—1313.
8. Кузнецов В. В., Стрекалов С. С. О резонансе волн с ветром. — Тр. СОЮЗМОРНИИПРОЕКТ, вып. 34 (40), изд. «Транспорт», М.,1973, с.27 — 33.
9. Галенин Б. Г., Кузнецов В. В. Математическая модель рефракции и дифракции волн на акватории порта. — в кн.: «Вопросы развития и совершенствования работы морского транспорта» (Труды Союзморниипроект), ЦРИА «Морфлот», М.,1978, с.48-52.
10. Галенин Б. Г., Кузнецов В. В. Моделирование трансформации волн в прибрежной зоне. — Водные ресурсы, № 1, 1980,, с.156-165.
11. Кузнецов В., Ледовских И., Афонин И. Моделирование поверхностных гравитационных волн в прибрежной зоне. — Тр. 2-й Международной конф. «Актуальные проблемы фундаментальных наук», т.1, ч.2, М.,1994, с. А15-А18.
12. Кузнецов В. В., Кузнецова О. В. Особенности волновых процессов в прибрежной зоне моря. — В: Тезисы Международной конференции «Физические процессы на океанском шельфе», изд. Калининградский Государственный Технический Университет, Калининград, 4-7 Июня 1996 г., стр. 87.
13. Кузнецов В. В., Галенин Б. Г., Валиулина Н. В. Моделирование волн на акваториях сложной конфигурации. — Сб. Тезисы 3-й Всероссийской научной конференции «Физические проблемы экологии (экологическая физика)» , Физический ф-т, МГУ им. М. В. Ломоносова, М.,2001, с. 86 — 87.

### Биомеханика
1. Филиппов И. И., Кузнецов В. В. Управление поведением спортсмена и срочным тренировочным эффектом. — "Научно — спортивный вестник ", изд. «Физкультура и спорт», № 4, 1974, с. 24 — 27.
2. Ратов И. П. , Кузнецов В. В. Биомеханика спорта. — ж. « Природа», № 7, 1976, стр. 34-43.
3. Кузнецов В. В., Курочкин Ю. П., Попов Г. И. Система управления двигательными действиями биологического объекта. (Kuznetsov V.V., Kurochkin Yu..P., Popov G.I. Control system of biological object movements .) — А. С. № 711715 (USSR), заявлено от 02.03.1977, № 2482381/28-13, М.Кл. А 61 В 5/10 — опубл. в Б. И., 23.12.1980, № 47.
4. Кузнецов В. В. Вибрационные свойства мышечных сокращений. — Тезисы докладов 1 — го Всесоюзного биофизического съезда, т.2, М., 1982, с. 62 — 63.
5. Кузнецов В. В. «Моделирование и исследование природных явлений» -дипломная работа факультета научных работников филиала Университета Марксизма — Ленинизма МГК КПСС для работников науки и преподавателей ВУЗов , М., 1982 г., — 26с.
6. Иашвили А. В., Зинковский А. В., Терехов В. Ф., Кузнецов В. В., Ковалев А. П. Электровибростимуляционная тренировка мышц. — "Научно — спортивный вестник ", изд. «Физкультура и спорт», № 5, 1982, с. 26 — 28.
7. Кузнецов В. В., Зинковский А. В. Автоматизированная система управления и оптимизации движений спортсменов. — изд. ВНИИФК (СПОРТКОМИТЕТ СССР), М.,1984, — 27с.
8. Кузнецов В. В. Автоколебания биомеханических систем. — В сб.: «Биологическая, медицинская кибернетика и бионика», Ин-т Кибернетики АН УССР, Киев, 1984, с. 91-95.
9. Кузнецов В. В. Вибрационная активность мышц. — Биофизика, т.30, № 2, 1985, стр. 328—331.
10. Кузнецов В. В. Свойства равновесных состояний биомеханических систем. — «Современные проблемы биомеханики», Рига, вып.3, 1986, стр.33 — 56 (Rus.).
11. Кузнецов В. В. «Автоколебания биомеханических систем» — диссертация на соискание степени Доктора физико — математических наук по специальности 03.00.02 — биофизика , М., 1986 г., — 188 стр.
12. Кузнецов В. В. Влияние биомеханических параметров мышечных сокращений на стохастичность автоколебаний биомеханических систем. — Тр. Международной Конференции «Достижения биомеханики в медицине», в сб. "Медицинская биомеханика ", т.1, Рига, 1986, с. 223—228.
13. Кузнецов В. В., Серела Ю. А., Царькова О. М. Моделирование движений человека и его адаптация к информационным и физическим нагрузкам. — Тр. 2-й Международной конф. «Актуальные проблемы фундаментальных наук», т.2, ч.1, изд. "Техносфера — Информ", M., 1994, с. А24-А26. (rus)

### Педагогика
1. Белоковский В. В., Кузнецов В. В., Попов Г. И. Биомеханические закономерности обучения спортивным движениям. — В: Тезисы Всемирного научного конгресса «Спорт в современном обществе», секция 3.5 Биомеханика спортивных движений, Тбилиси — Москва, 1980, стр.208. (См. также — Сб. Итоговых научных материалов Всемирного научного конгресса «Спорт в современном обществе», изд. ФиС, Москва, 1982, с.365).
2. Кузнецов В. В., Серела Ю. А., Царькова О. М. Моделирование движений человека и его адаптация к информационным и физическим нагрузкам. — Тр. 2-й Международной конф. «Актуальные проблемы фундаментальных наук», т.2, ч.1, изд."Техносфера — Информ", M., 1994, с. А24-А26. (rus)
3. Кузнецов В. В. и Кузнецова О. В. «Биологические закономерности процесса обучения». — ж. «Вести» («Весцi»), Минск, Белорусский Государственный Педагогический . Университет., № 4, 1995, с. 18-26. (rus)
4. Кузнецов В. В. и Кузнецова О. В. «Биологические закономерности процесса обучения и адаптации к внешним воздействиям». — ж. «Вести»(«Весцi»), Минск, Белорусский гос. пед. университет., № 1(11), 1997, с. 30-36.(rus)
5. Кузнецов В. В., Кузнецова О. В. Реакция нейронной системы человека на световое воздействие. — «Физические проблемы экологии (экологическая физика)», МГУ им. М.Ломоносова, М., т.2 (№ 2), 1997, с. 51 — 52.(rus)
6. Кузнецов В. В., Кузнецова О. В., Бакушин А. А. Формирование учебного процесса на основе биологических закономерностей обучения. — В сб. «Физические проблемы экологии (экологическая физика)», № 4, Физический факультет МГУ, 1999 г., с. 204—209.
7. Кузнецов В. В., Валиулина Н. В., Виноградова Г. В. Обучение навыкам компьютерного моделирования стохастических волновых систем. — В Сб. трудов IX Международной конференции — выставки «Информационные технологии в образовании» (ИТО-1999), ч.2, МИФИ, М.,1999, с. 321.
8. Кузнецов В. В. Моделирование и формирование учебного процесса на основе биологических закономерностей обучения. — «Ученые записки», вып.3, Столичный гуманитарный институт, М., 2005, стр.122 — 129.
9. Померанец Э. Н., Бакушин А. А., Кузнецов В. В. Реализация дистанционного обучения в регионе. — Мин.общего и профессионального образования РФ, ИНИНФО, М., 1998, с.1 — 24.(rus).
10. Кузнецов В. В., Валиулина Н. В. Оценка параметров учебного процесса в условиях сетевой структуры обучения — В Сб. трудов XVIII Международной конференции — выставки «Информационные технологии в образовании»(ИТО-2008), ч.5, МИФИ, М., 2008, с. 59 — 61.
11. Кузнецов В. В., Валиулина Н. В. Автоматизация управления процесса обучения студентов средне профессиональных заведений. — «Информатизация образования и науки», № 3 (11), 2011, с. 83-90.

### Прикладная статистика
1. Кузнецов В. В., Коваленко А. В. Оценка состояний биомеханических систем и классификация их значимости. — В сб.: «Теория классификаций и анализ данных», изд. ВЦ СО АНСССР, Новосибирск, 1982, с. 105—112.
2. Кузнецов В. В., Кузнецова О. В. — Моделирование активности нейронной системы в процессе интеллектуальной деятельности. — Препринт. М., физический факультет МГУ им. М. В. Ломоносова, 1995, с. 1-62 .
3. Кузнецов В. В., Кузнецова О. В. Анализ стохастических процессов. — «Физические проблемы экологии (экологическая физика)», МГУ им. М.Ломоносова, М., № 4, 1999, с.167 — 173.
4. Kuznetsov V.V. , Valiulina N.V. Operations characteristic of system «Teacher-student». — Proceedings of 19-th International Conference of «Information Technologies in Education» (ITO-2009), vol.2, pub. MIFI, M., 2009, p. 72 — 74.

### Спектральный анализ
1. Кузнецов В. В., Кузнецова Ю. В. Анализ стохастических движений осциллятора. — В сб.: «Физические проблемы экологии (экологическая физика)», № 18, 2012, физический факультет МГУ им. М. В. Ломоносова, с. 192—206.
2. Кузнецов В. В., Кузнецова Ю. В. Спектральный анализ стохастических колебаний интенсивности рентгеновского излучения. — В сб.: «Физические проблемы экологии», № 19, 2013, физический факультет МГУ им. М. В. Ломоносова, с. 286—296.
3. Кузнецов В. В. Спектральные свойства стохастических колебаний осциллятора — В сб.: «Физические проблемы экологии», № 19, 2013, физический факультет МГУ им. М. В. Ломоносова, с. 274—285.